# Дос (Алба)
Дос (рум. Dos) насеље је у Румунији у округу Алба у општини Видра. Oпштина се налази на надморској висини од 651 m.

## Становништво
Према подацима из 2002. године у насељу је живело 82 становника, од којих су сви румунске националности.